# Agrotis ctenota
Agrotis ctenota là một loài bướm đêm trong họ Noctuidae.